# Jeong Ja-in
Jeong Ja-in (kor. 정자인; * 25. Februar 2001) ist ein südkoreanischer Fußballspieler.

## Karriere
Jeong Ja-in erlernte das Fußballspielen in den Schulmannschaften der Muwon Elementary School und der Yeonggwang Elementary School, in der Jugendmannschaft der Jeonnam Dragons, sowie in der Universitätsmannschaft der Howon University. Anfang August 2023 ging er nach Thailand, wo er einen Profivertrag beim Zweitligisten Chainat Hornbill FC unterschrieb. Sein Profidebüt für den Verein aus Chainat gab er am 13. August 2023 (1. Spieltag) im Auswärtsspiel gegen den Krabi FC. Bei dem 0:0-Unentschieden stand er in der Startelf und spielte die kompletten 90 Minuten. Für den Verein bestritt er 34 Ligaspiele. Im Sommer 2024 wurde sein Vertrag nicht verlängert. Der Zweitligaaufsteiger Sisaket United FC aus Sisaket nahm ihn zu Beginn der Saison 2024/25 unter Vertrag. Nach 14 Ligaspielen wurde sein Vertrag Ende Dezember 2024 nicht verlängert. Im Januar 2025 verpflichtete ihn der Drittligist Dome FC. Mit dem Verein spielte er zehnmal in der Central Region der Liga. Im Sommer 2025 wurde sein Vertrag beim Dome FC nicht verlängert. Ende Juni 2025 nahm ihn sein ehemaliger Verein, der Zweitligist Chainat Hornbill FC, unter Vertrag.